# Dawlat-Khan Lodi
Dawlat Khan Lodi fou un cap afganès del clan Lodi, soldats de fortuna que va entrar al servei de Delhi.
Va ascendir posicions i a la mort de Sikandar-Xah Tughluq (8 de març de 1394) va participar en les discussions entre els esclaus mamelucs firuzshàhides i els amirs lodis afganesos, i al cap de dues setmanes va pujar al tron Nàssir-ad-Din Mahmud Xah Tughluq (23 de març de 1394). Mahmud va provar de reconciliar a les dues faccions i va nomenar l'eunuc Malik Sarwar com a visir amb títol de Khwadja Djahan, i a Dawlat Khan Lodi com a kotwal de Delhi.
El 1405 fou nomenat fawdjdar del Doab i també va situar a diversos membres del clan a posicions importants. El gener de 1409 Sayyid Khidr Khan va enviar a un dels seus lloctinents de nom Malik Tuhfa, a assolar el Doab, mentre ell mateix avançava cap a Delhi i va assetjar al sultà Mahmud a Siri i a l'influent noble Ikhtiyar Khan a Firuzabad. Khidr es va haver de retirar per manca de subministraments però el 1410 va tornar i va conquerir Rohtak i va atacar després Delhi (1411) retirant-se altre cop. Mahmud va morir el novembre de 1412 i llavors Dawlat Khan Lodi va pujar al poder. El novembre/desembre de 1413, per tercera vegada, Khidr va avançar contra Delhi, assetjant la fortalesa de Siri que va resistir quatre mesos, fins que finalment Dawlat Khan es va rendir (1414) i fou enviat presoner a Hisar Firuza. El 6 de juny de 1414 Khidr Khan entrava a Delhi i es feia proclamar sultà fundant la dinastia dels Sayyids.
Dawlat Khan va morir captiu vers el 1416.